# Bosc Can Pallarès
El Bosc Can Pallarès, o Bosc d'en Pallarès, és un edifici del municipi de Valls (Alt Camp) inclòs en l'Inventari del Patrimoni Arquitectònic de Catalunya. Forma part del conjunt de les Masies dels Boscos.

## Descripció
L'edifici és de planta rectangular format per la casa senyorial i la dels masovers. És de planta baixa i un pis. La façana principal és de composició simètrica. Una galeria recorre la planta baixa i s'hi accedeix mitjançant una petita escala. Aquesta galeria forma terrat al primer pis, sostingut per 10 columnes corínties de ferro de la forja de J. Colomines de Valls. A la planta baixa, la porta d'entrada és d'arc escarser i està emmarcada amb pedra. Actualment està protegida per un mirador de vidres. Hi ha una barana de pedra que contrasta amb la de ferro del pis superior. Aquest presenta cinc obertures amb llinda motllurada i cornisa amb decoració de palmetes. A la part superior es troba la cambra d'aire i una cornisa amb motius clàssics (palmetes i acants). La construcció és de pedra i maó.

## Història
L'edifici és part del conjunt residencial del Bosc de Valls, format per extenses finques on es començà a edificar bàsicament a partir de 1840, un cop acabada la primera guerra carlina. En l'actualitat la seva funció és la de residència d'estiu. Únicament els masovers viuen tot l'any en una edificació annexa.